# Nuño Marta
Nuño Marta Duarte Silvo (Torres Vedras, 28 november 1976) is een Portugees voormalig wielrenner.

## Erelijst
1999
Prémio de Abertura
2000
1e etappe GP Matosinhos
2001
Circuito do Restaurante Alpendre
Clássica Alcoutim-Tavira
Classica de Setubal
Classica do Montijo
Classica do Seixal
Prémio de Abertura
Classica de Almada
4e en 5e etappe GP Abimota
 Portugees kampioen op de weg
2002
Circuito da Moita
2e en 3e etappe Volta a Terras de Santa Maria
GP Ciudad de Vigo
2003
1e etappe en eindklassement GP CTT Correios de Portugal
2004
2e etappe en eindklassement Volta ao Conselho de Tavira
2e etappe GP do Minho
2005
1e etappe GP Vinhos da Estremadura
2007
3e etappe en eindklassement Vuelta Ciclista Internacional a Extremadura
Circuito da Moita

## Resultaten in voornaamste wedstrijden
| Jaar |  | WK op de weg |
| ---- |  | ------------ |
| 2002 |  | 118e         |